# Marcel Tabuteau
 (mars 2014).
Pour les articles homonymes, voir Tabuteau.
Marcel Tabuteau (2 juillet 1887 – 4 janvier 1966) est un hautboïste français considéré comme le fondateur de l'école américaine du hautbois, soliste de l'Orchestre de Philadelphie et professeur à l'institut Curtis.

## Biographie
Né à Compiègne dans l'Oise où son père était horloger, il commence son apprentissage musical au violon. L'orchestre local manquant d'instrument à vent, il se dirige vers le hautbois et rapidement il est admis au Conservatoire de Paris dans la classe de Georges Gillet. Il obtient le premier prix en 1904, à 17 ans.
En ce début du XXe siècle, les grandes villes des États-Unis créent leurs grands orchestres symphoniques et recrutent de jeunes instrumentistes dans l'Europe entière. En 1905, Walter Damrosch engage Marcel Tabuteau comme cor anglais solo de l'Orchestre symphonique de New York. Puis il joue sous la direction de Toscanini ou de Mahler au Metropolitan Opera. Mais, en 1915, c'est Leopold Stokowski qui lui signe son contrat avec l'Orchestre de Philadelphie, faisant de lui l'un des musiciens d'orchestre les mieux payés jusqu'à sa retraite en 1954. Pendant ces presque 40 ans, il créera des œuvres de Bartok, Hindemith, Granados, Britten, Rachmaninoff, Martinů, Schönberg, Varèse, participant aux premiers enregistrements stéréophoniques comme le Fantasia de Walt Disney. 
Invité par son ami Pablo Casals, il participe au Festival de Prades se produisant et enregistrant avec Isaac Stern, Paul Tortelier ou Marcel Mule.

## Enseignement
Une grande partie de son activité fut consacrée à l'enseignement : professeur de hautbois et de musique de chambre au Curtis Institute of Music de Philadelphie pendant une trentaine d'années, il a formé tous les principaux hautboïstes solistes américains (John de Lancie, John Mack, Joseph Robinson, Marc Lifschey, Harold Gomberg, Ralph Gomberg, Robert Bloom, Al Genovese, Laila Storch… ). Le 15 octobre 1937, il reçoit la médaille de la Légion d'honneur.
Son nom est inconditionnellement lié à la maison F. Lorée pour le choix de ses hautbois.